# Elección presidencial de Haití de 2015
Las elecciones presidenciales de Haití de 2015 se llevaron a cabo el 25 de octubre, en conjunto con las elecciones municipales y la segunda vuelta de las elecciones parlamentarias. El presidente Michel Martelly estaba impedido constitucionalmente de presentarse a la reelección. Dado que ningún candidato obtuvo la mayoría absoluta, se convocó a una segunda vuelta para el 27 de diciembre de 2015. Sin embargo, ésta fue pospuesta hasta el 24 de enero de 2016. Aun cuando el 21 de enero el presidente Michel Martelly anunció que se realizaría la segunda vuelta a como diera lugar, al día siguiente el Consejo Electoral Provisional (CEP) anunció que la elección fue pospuesta hasta nuevo aviso debido a los crecientes disturbios y enfrentamientos entre adherentes de los candidatos. Finalmente se acordó fijar para el 24 de abril la segunda vuelta, y que el nuevo presidente asuma el cargo 14 de mayo.
Pero la votación fue nuevamente cancelada debido a irregularidades y finalmente anulada. Una nueva elección fue celebrada en noviembre de 2016, obteniendo finalmente Moïse la victoria.

## Candidatos
Inicialmente se presentaron 70 candidatos, incluyendo 64 hombres y 6 mujeres. Dos candidatos se presentaron como independientes, Mario Andresol y Diony Monestime. Para el 28 de mayo de 2015, se habían presentado 41 reclamaciones en contra de 23 candidatos, incluyendo a Andresol y el ex primer ministro Laurent Lamothe. Las autoridades competentes recibieron las reclamaciones, y decidieron qué candidatos serían excluidos de la contienda presidencial.
La lista final de 58 candidatos aprobados fue publicada el 12 de junio, sin embargo en los días siguientes 2 candidatos fueron removidos: Jacky Lumarque (Verité) y Level Francois (Parti de la Diaspora Haitienne pour Haiti), logrando un total de 56 candidatos.

## Resultados
De acuerdo a los resultados preliminares publicados por el Consejo Electoral Provisional, Jovenel Moïse obtuvo el 32,81% de las preferencias y Jude Célestin el 25,27%.
Después que los resultados preliminares fueron publicados el 25 de octubre de 2015, Jude Célestin señaló que no reconocería dicho informe. Su crítica fue acompañada por otros cinco candidatos presidenciales. Emitieron una declaración conjunta denunciando los resultados como "antidemocráticos" y llamaron a que se respetara el voto popular. Los adherentes de Célestin protestaron en las calles, junto con los adherentes de Jean-Charles Moïse y adherentes del partido Fanmi Lavalas del expresidente Jean-Bertrand Aristide -de la cual su candidata Maryse Narcisse había terminado en cuarto lugar, y que también había denunciado los resultados durante una conferencia de prensa-. Los manifestantes lanzaron rocas y quemaron neumáticos. La policía respondió con gases lacrimógenos y arrestó a algunas personas. La policía también detuvo el vehículo de un alto funcionario del gobierno, Claudy Gassant, que era un adherente de Moïse.
| Candidato                      | Partido                                                                                      | Primera vuelta | Primera vuelta | Segunda vuelta | Segunda vuelta |
| Candidato                      | Partido                                                                                      | Votos          | %              | Votos          | %              |
| ------------------------------ | -------------------------------------------------------------------------------------------- | -------------- | -------------- | -------------- | -------------- |
| Jovenel Moïse                  | Partido Haitiano Tèt Kale                                                                    | 508 761        | 32,81          |                |                |
| Jude Célestin                  | Liga Alternativa para el Progreso y la Emancipación de Haití                                 | 392 782        | 25,27          |                |                |
| Jean-Charles Moïse             | Platfom Pitit Desalin                                                                        | 222 109        | 14,27          |                |                |
| Maryse Narcisse                | Fanmi Lavalas                                                                                | 108 844        | 7,05           |                |                |
| Eric Jean Baptiste             | Movimiento de Acción Socialista                                                              | 56 427         | 3,63           |                |                |
| Jean Henry Céant               | Renmen Ayiti                                                                                 | 38 898         | 2,50           |                |                |
| Sauveur Pierre Étienne         | Organización del Pueblo en Lucha                                                             | 30 144         | 1,94           |                |                |
| Irvenson Steven Benoit         | Konviksyon                                                                                   | 17 796         | 1,14           |                |                |
| Steeve Khawly                  | Réseau Bouclier National                                                                     | 16 752         | 1,08           |                |                |
| Samuel Madistin                | Mouvement Patriotique Populaire Dessalinien                                                  | 13 640         | 0,88           |                |                |
| Jean-Chavannes Jeune           | Canaan                                                                                       | 10 477         | 0,67           |                |                |
| Maxo Joseph                    | Rassemblement des Nationaux Democrates Volontaires pour l'Unité Salvatrice                   | 8914           | 0,57           |                |                |
| Jean Clarens Renois            | Union Nationale pour l'Integrité et la Reconciliation                                        | 8819           | 0,57           |                |                |
| Chavannes Jean Baptiste        | Konbit Travaye Peyizan pou Libere Haiti                                                      | 7412           | 0,48           |                |                |
| Mario Andresol                 | Independiente                                                                                | 7239           | 0,46           |                |                |
| Beauzile Edmone Supplice       | Fusión de los Socialdemócratas Haitianos                                                     | 5876           | 0,38           |                |                |
| Amos André                     | Front Uni Pour la Renaissance d'Haiti                                                        | 4888           | 0,31           |                |                |
| Aviol Fleurant                 | Nouvelle Haiti                                                                               | 4886           | 0,31           |                |                |
| Jean Bony Alexandre            | Concorde Nationale                                                                           | 4493           | 0,29           |                |                |
| Daniel Dupiton                 | Cohésion Nationale des Partis Politiques Haitiens                                            | 3739           | 0,24           |                |                |
| Renold Jean Claude Bazin       | Movimiento Cristiano para un Nuevo Haiti                                                     | 3570           | 0,23           |                |                |
| Michel Fred Brutus             | Parti Federaliste                                                                            | 3177           | 0,20           |                |                |
| Joseph G. Varnel Durandisse    | Retabli Ayiti                                                                                | 2809           | 0,18           |                |                |
| Charles Henry Baker            | Respeto                                                                                      | 2780           | 0,18           |                |                |
| Marie Antoinette Gautier       | Plan d'Action Citoyenne                                                                      | 2769           | 0,18           |                |                |
| Yves Daniel                    | Pati Kreyol Nouye                                                                            | 2715           | 0,17           |                |                |
| Jephthé Lucien                 | Parti Socialiste Unifie Haitien                                                              | 2544           | 0,16           |                |                |
| Simon Dieuseul Desras          | Plateforme Politique Palmis                                                                  | 2459           | 0,16           |                |                |
| Westner Polycarpe              | Mouvman Revolisyone Ayisyen                                                                  | 2316           | 0,15           |                |                |
| Jean Hervé Charles             | Parti pour l'Evolution Nationale Haitienne                                                   | 2148           | 0,14           |                |                |
| Jean Paleme Mathurin           | Plateforme Politique G18                                                                     | 2142           | 0,14           |                |                |
| Jacques Sampeur                | Konbit Liberasyon Ekonomik                                                                   | 2111           | 0,14           |                |                |
| Mathias Pierre                 | Konsyans Patriyotik                                                                          | 1939           | 0,12           |                |                |
| Joseph Harry Bretous           | Konbit pou Ayiti                                                                             | 1902           | 0,12           |                |                |
| Dalvius Gerard                 | Parti Alternative pour le Developpement d'Haiti                                              | 1717           | 0,11           |                |                |
| Michelet Nestor                | Coalition pour la Convention de la Reconstruction de la Réconciliation des Citoyens Haitiens | 1711           | 0,11           |                |                |
| Fresnel Larosliere             | Mouvement pour l'Instauration de la Démocratie en Haiti                                      | 1698           | 0,11           |                |                |
| Newton Louis St Juste          | Fwon Revolisyone pou Entegrasyon Mas Yo                                                      | 1677           | 0,11           |                |                |
| Jean Wiener Theagene           | Parti pour la Rénovation d'Haiti                                                             | 1543           | 0,10           |                |                |
| Michel André                   | Plateforme Jistis                                                                            | 1270           | 0,08           |                |                |
| Rene Julien                    | Action Democratique pour Batir Haiti                                                         | 1245           | 0,08           |                |                |
| Vilaire Cluny Duroseau         | Mouveman pou Endepandans Kiltirel Sosyal Ekonomik ak Politik an Ayiti                        | 1205           | 0,08           |                |                |
| Antoine Joseph                 | Delivrans                                                                                    | 1160           | 0,07           |                |                |
| Jean Ronald Cornely            | Rassemblement des Patriotes Haitiens                                                         | 1159           | 0,07           |                |                |
| Jean Bertin                    | Mouvement d'Union Republicaine                                                               | 1131           | 0,07           |                |                |
| Marc-Arthur Drouillard         | Partido Unidad Nacional                                                                      | 929            | 0,06           |                |                |
| Roland Magloire                | Parti Démocrate Institutionnaliste                                                           | 916            | 0,06           |                |                |
| Emmanuel Joseph Georges Brunet | Plateforme Politique Entrenou                                                                | 882            | 0,06           |                |                |
| Jean Poncy                     | Régénération Economique et Sociale dans l'Unité et la Liberté Totale d'Action pour Tous      | 858            | 0,06           |                |                |
| Kesler Dalmacy                 | Mopanou                                                                                      | 808            | 0,05           |                |                |
| Diony Monestime                | Independiente                                                                                | 758            | 0,05           |                |                |
| Nelson Flecourt                | Olahh Baton Jenes La                                                                         | 757            | 0,05           |                |                |
| Joe Marie Judie Roy            | Regroupement Patriotique pour le Renouveau National                                          | 678            | 0,04           |                |                |
| Luckner Desir                  | Mobilisation pour le Progrès d'Haiti                                                         | 591            | 0,04           |                |                |
| Contra todos                   | Contra todos                                                                                 | 22 161         | 1,42           |                | –              |
| Votos en blanco y nulos        | Votos en blanco y nulos                                                                      | 120 066        | –              |                | –              |
| Total                          | Total                                                                                        | 1 553 131      | 100            |                |                |
| Fuente: CEP Haiti              |                                                                                              |                |                |                |                |